# Miki Bukichi

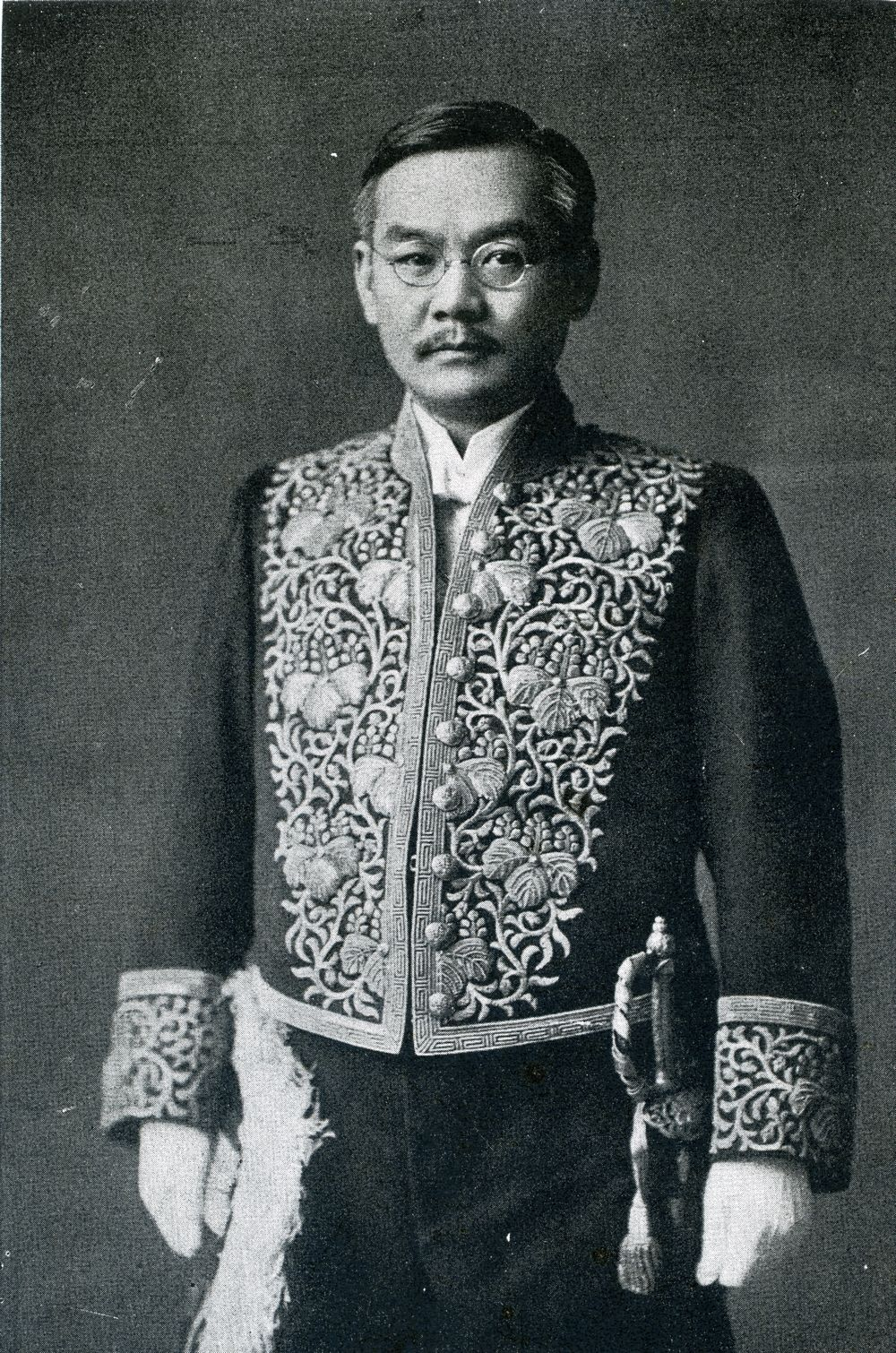
Miki Bukichi

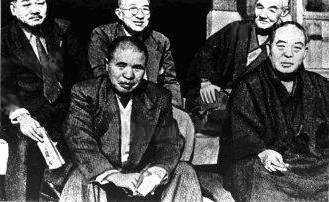
Die konservativen Politiker Ichirō Hatoyama und Bukichi Miki erstatten dem Kriminellen Kodama Yoshio im Januar 1953 auf seinem Anwesen in Tokio einen Besuch ab. Hatoyama wurde ein Jahr später Premierminister von Japan. Das Foto wurde 1953 in Mainichi Shimbun veröffentlicht.

Miki Bukichi (japanisch 三木 武吉; geboren 15. August 1884 in Takamatsu, Präfektur Kagawa; gestorben 4. Juli 1956) war ein japanischer Politiker. Er war für insgesamt elf Wahlperioden Unterhausabgeordneter, vor dem Zweiten Weltkrieg aus Tokio (1917–34), während und nach dem Krieg aus Kagawa (1942–45, 1946, 1952–56). In den beiden großen konservativ-liberalen Nachkriegsparteien hielt er Vorstandspositionen und war 1955 wesentlich am „konservativen Zusammenschluss“ der beiden zur Liberaldemokratischen Partei (LDP) beteiligt, den er ursprünglich abgelehnt hatte.

## Leben und Wirken
Miki Bukichi machte 1904 seinen Studienabschluss in Jura an der „Tōkyō semmon gakkō“ (東京専門学校), der Vorläufereinrichtung der Waseda-Universität. 1908 wurde er Rechtsanwalt und eröffnete 1912 sein eigenes Büro. 1917 wurde er als Kandidat der Kenseikai (später Minseitō) aus dem damaligen Wahlkreis Stadt Tokio der Präfektur Tokio (東京府東京市[選挙]区 Tōkyō-fu Tōkyō-shi [senkyo]-ku) in das Unterhaus des Parlaments gewählt. Ab 1922 war er zugleich Mitglied der Stadtversammlung der Stadt Tokio. 1926 brachte er die „Liga für politische Reformen für die Stadt Tōkyō“ (東京市政刷新同盟 Tōkyōshisei sasshin dōmei) zustande, was zum Spitznamen „Ōgosho“ (大御所), etwa „Doyen“ Anlass gab. 1926 war er in einen Bestechungsskandal verwickelt und zog sich für kurze Zeit zurück. Von 1939 bis 1942 war er Chef der Zeitung „Hōchi Shimbun“ (報知新聞). Bei der einzigen Unterhauswahl im Krieg 1942 wurde Miki als einer der Kandidaten ohne Yokusankai-Wahlempfehlung in seiner Geburtspräfektur Kagawa zum zweiten Mal zum Abgeordneten gewählt. Anschließend stellte er sich gemeinsam mit Hatoyama Ichirō (ex-Seiyūkai) und Nakano Seigō (ex-Minseitō) gegen Premierminister Tōjō Hideki.
Nach dem Zweiten Weltkrieg war er an der Gründung der Liberalen Partei Japans beteiligt. 1946 wurde er im Rahmen des Ämterverbots für Politiker der Kriegszeit (公職追放 kōshoku tsuihō) durch die nominell alliierte, aber praktisch unter alleiniger US-Führung stehende Besatzungsverwaltung bis 1951 von jeder politischen Betätigung ausgeschlossen. 1953 wurde er Generalsekretär der Liberalen Partei, gründete 1954 mit Hatoyama Ichirō die Demokratische Partei Japans (DPJ). Im kurzlebigen 1. Kabinett Hatoyama war Miki Verkehrsminister. Miki arrangierte 1955 als Vorsitzender des DPJ-Exekutivrats (sōmukai) mit den Zusammenschluss der beiden Parteien zur LDP. Anschließend war er zunächst einer der vier gemeinsamen Parteivorsitzenden, die aber schon ein halbes Jahr später durch Premier Hatoyama als alleinigem Vorsitzenden abgelöst wurden.
Wegen seiner politischen Geschicklichkeit wurde Miki „Yaji Shōgun“ (ヤジ将軍) – „Dazwischen gehender Feldherr“, „Sakushi“ (策士) – „Ränkeschmied“,  „Seikai no Ōtanuki“ (政界の大狸) – „Marderhund der politischen Welt“ oder „Newaza-shi“ (寝業師) – „Der Trickreiche hinter den Kulissen“ genannt.
Er war ein Politiker mit Durchsetzungskraft und Sinn für Anekdoten.